# Aiton
Pour les articles homonymes, voir Aiton (homonymie).
Aiton est une commune française située dans le département de la Savoie, en région Auvergne-Rhône-Alpes.

## Géographie

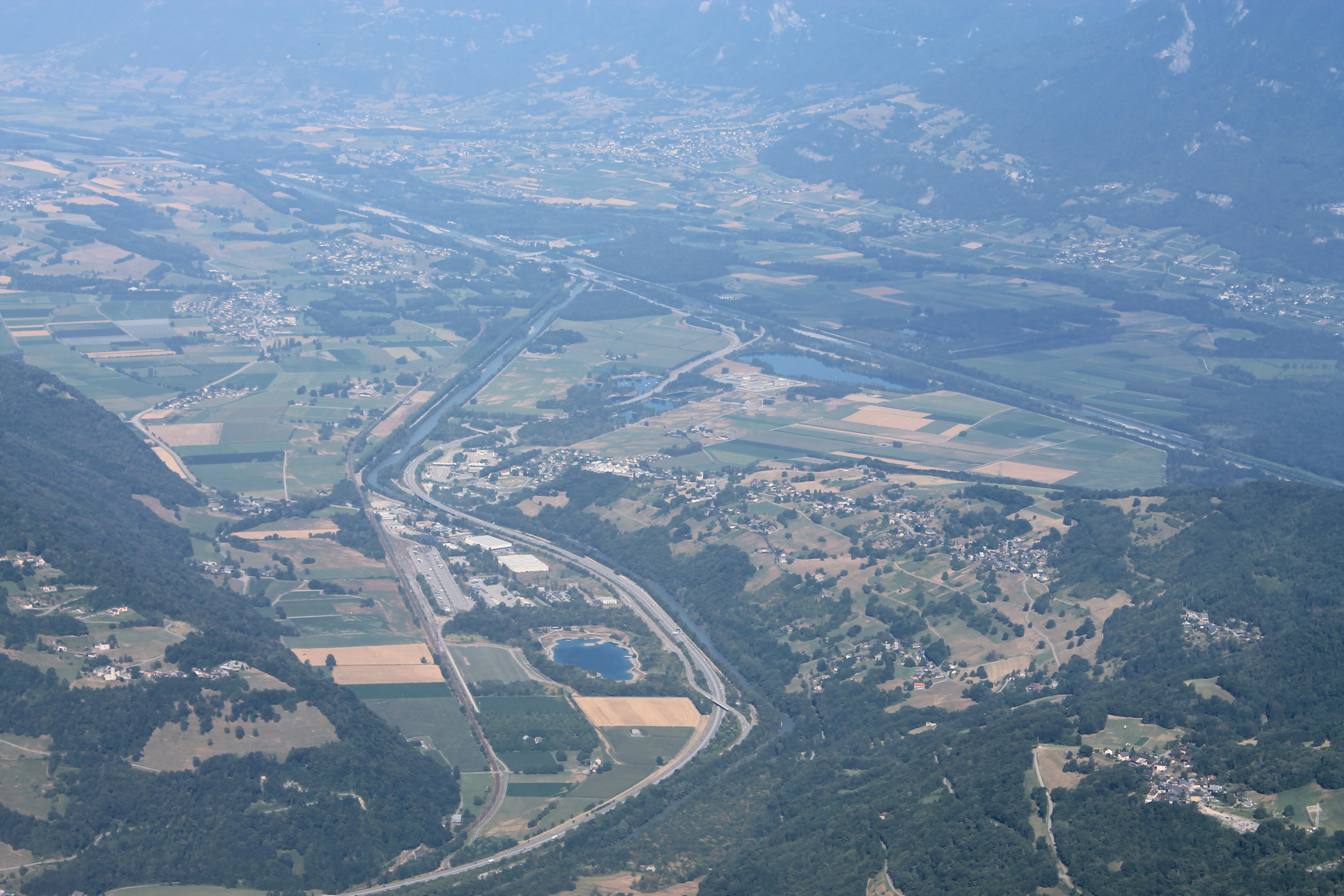
Aiton depuis le Char de la Turche.

### Situation
Aiton est située au carrefour des vallées de la Maurienne et de la Combe de Savoie. Le confluent de l'Arc et de l'Isère se situe juste en aval d'Aiton, au Pont Royal.

### Climat
Pour des articles plus généraux, voir Climat d'Auvergne-Rhône-Alpes et Climat de la Savoie.
En 2010, le climat de la commune est de type climat des marges montargnardes, selon une étude du Centre national de la recherche scientifique s'appuyant sur une série de données couvrant la période 1971-2000. En 2020, Météo-France publie une typologie des climats de la France métropolitaine dans laquelle la commune est exposée à un climat de montagne ou de marges de montagne et est dans la région climatique Alpes du nord, caractérisée par une pluviométrie annuelle de 1 200 à 1 500 mm, irrégulièrement répartie en été.
Pour la période 1971-2000, la température annuelle moyenne est de 10,9 °C, avec une amplitude thermique annuelle de 18,6 °C. Le cumul annuel moyen de précipitations est de 1 430 mm, avec 9,8 jours de précipitations en janvier et 8,5 jours en juillet. Pour la période 1991-2020, la température moyenne annuelle observée sur la station météorologique de Météo-France la plus proche, « Saint-Alban des Hurtières », sur la commune de Saint-Alban-d'Hurtières à 9 km à vol d'oiseau, est de 11,0 °C et le cumul annuel moyen de précipitations est de 1 274,5 mm,. Pour l'avenir, les paramètres climatiques de la commune estimés pour 2050 selon différents scénarios d'émission de gaz à effet de serre sont consultables sur un site dédié publié par Météo-France en novembre 2022.

## Urbanisme

### Typologie
Au 1er janvier 2024, Aiton est catégorisée bourg rural, selon la nouvelle grille communale de densité à sept niveaux définie par l'Insee en 2022.
Elle est située hors unité urbaine et hors attraction des villes,.

### Occupation des sols
L'occupation des sols de la commune, telle qu'elle ressort de la base de données européenne d’occupation biophysique des sols Corine Land Cover (CLC), est marquée par l'importance des forêts et milieux semi-naturels (41,9 % en 2018), en diminution par rapport à 1990 (43,9 %). La répartition détaillée en 2018 est la suivante :
forêts (41,9 %), terres arables (27,9 %), eaux continentales (9,8 %), zones agricoles hétérogènes (7,6 %), prairies (5,8 %), zones urbanisées (3,4 %), zones industrielles ou commerciales et réseaux de communication (3,4 %), espaces verts artificialisés, non agricoles (0,1 %).
L'IGN met par ailleurs à disposition un outil en ligne permettant de comparer l’évolution dans le temps de l’occupation des sols de la commune (ou de territoires à des échelles différentes). Plusieurs époques sont accessibles sous forme de cartes ou photos aériennes : la carte de Cassini (XVIIIe siècle), la carte d'état-major (1820-1866) et la période actuelle (1950 à aujourd'hui).

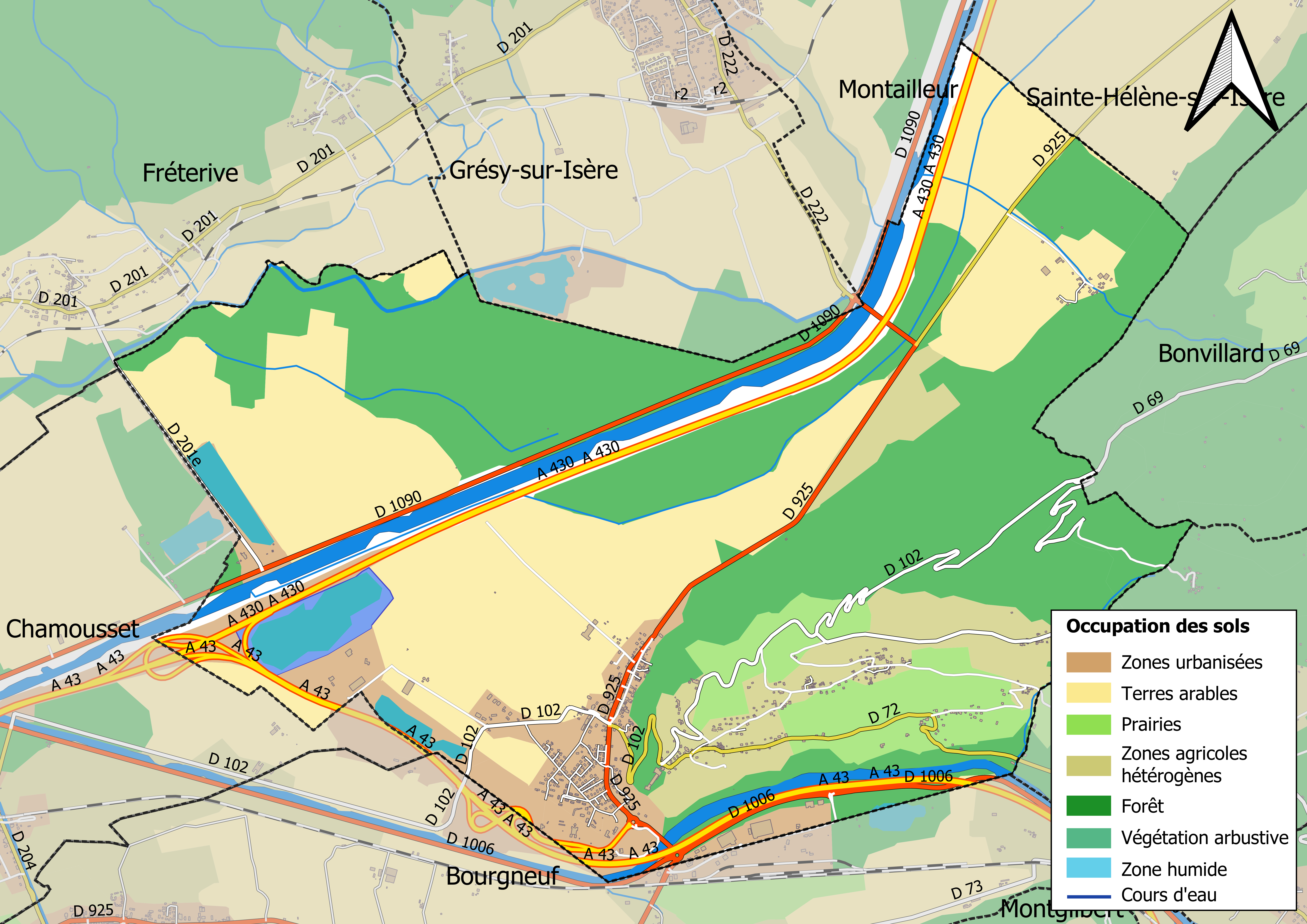
Carte des infrastructures et de l'occupation des sols en 2018 (CLC) de la commune.
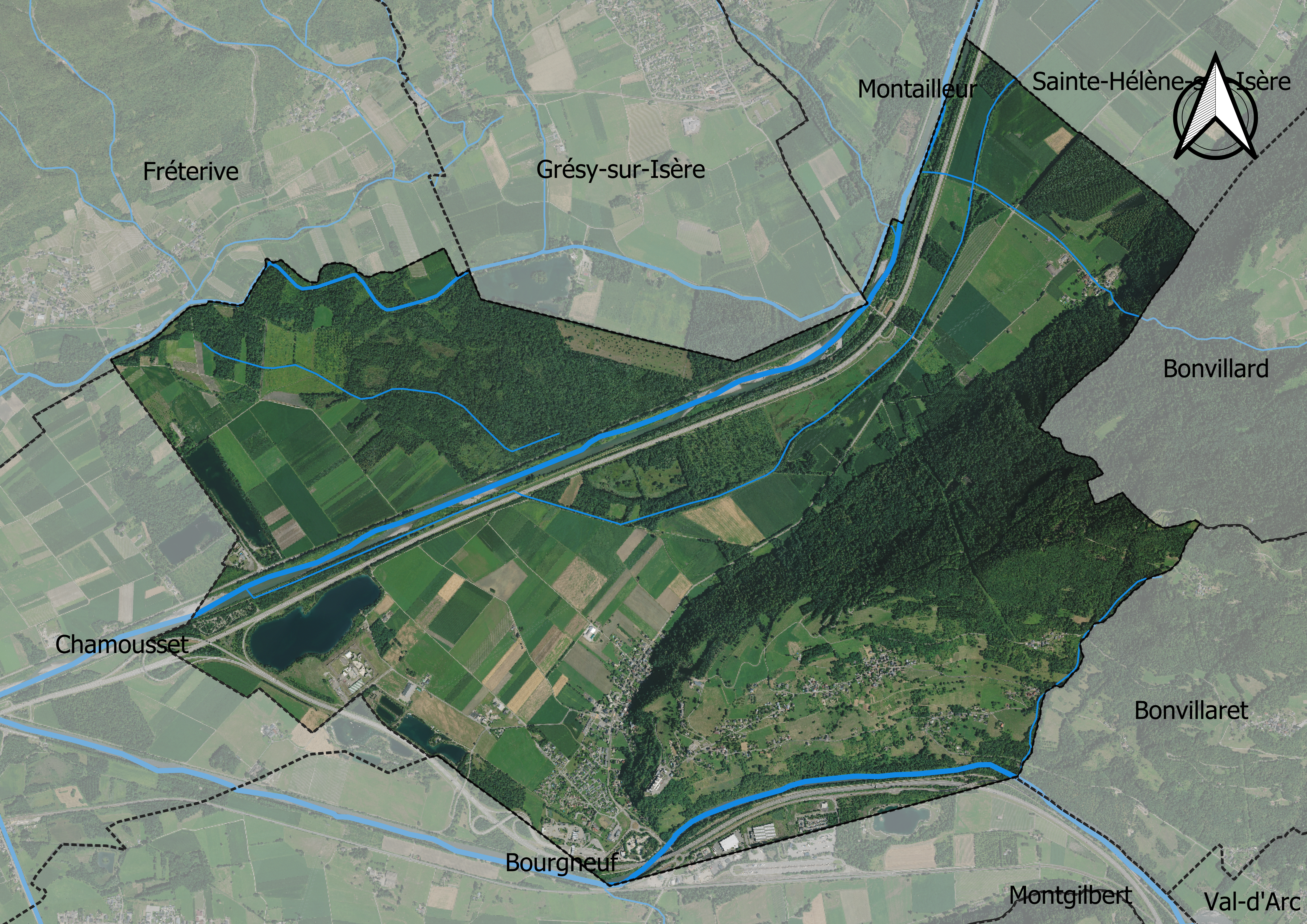
Carte orthophotogrammétrique de la commune.

## Toponymie
Aiton est un toponyme dérivant du prénom germanique Etho ou Eto voire peut être Othon ou Otto, selon le chanoine Adolphe Gros,.
On trouve les mentions et évolutions suivantes : In Etone en 739 selon le cartulaire de Grenoble, Ecclesia de Ethone vers 1019 dans le cartulaire de Maurienne qui est désigné en Silvio decanus Ehtonii au siècle suivant, puis dérivations en Hetone en 1184, Etone en 1242, Apud Aythonem en 1220, Eythone en 1269, Aython en 1696,. La plupart des mentions au XIIIe siècle indique les formes Eto ou Etho, puis tard apparaîtront les formes Ayton ou Aiton.
Les historiens locaux considèrent qu'il s'agit peut-être du nom d'un propriétaire d'une ancienne maison-forte ou d'un ancien château, sur lequel sera édifié le futur prieuré de Saint-Laurent (v. 1060). On considère parfois que la mention de Saint Laurent du Château (Saint-Laurent de Castello) est l'équivalence de Saint-Laurent d'Aiton dont une mention est faite dans une charte de 1139, toutefois ce rapprochement est critiqué dans un article des Mémoires de l'Académie de Savoie en 1931.
Le nom des lieux-dits ou hameaux de la commune d'Aiton s’expliquent souvent par la végétation ou le paysage comme Chavanne (cabane, chaumière) ; Charmette (plateau couvert de prairies ou de pâturages) ; Mollaret (hauteur). Ces noms ont été répertoriés dans le cadastre de 1730.
En francoprovençal, le nom de la commune s'écrit Éton, selon la graphie de Conflans.

## Histoire
- Le fort d'Aiton

Le terrain militaire du fort d'Aiton, construit de 1875 à 1880, mesure un hectare 89 ares 38 centiares (18 938 m2). Quelques parcelles ont été acquises à l'amiable par l'État à plusieurs particuliers ; les autres l'ont été par voie d'expropriation.
- L’église d'Aiton

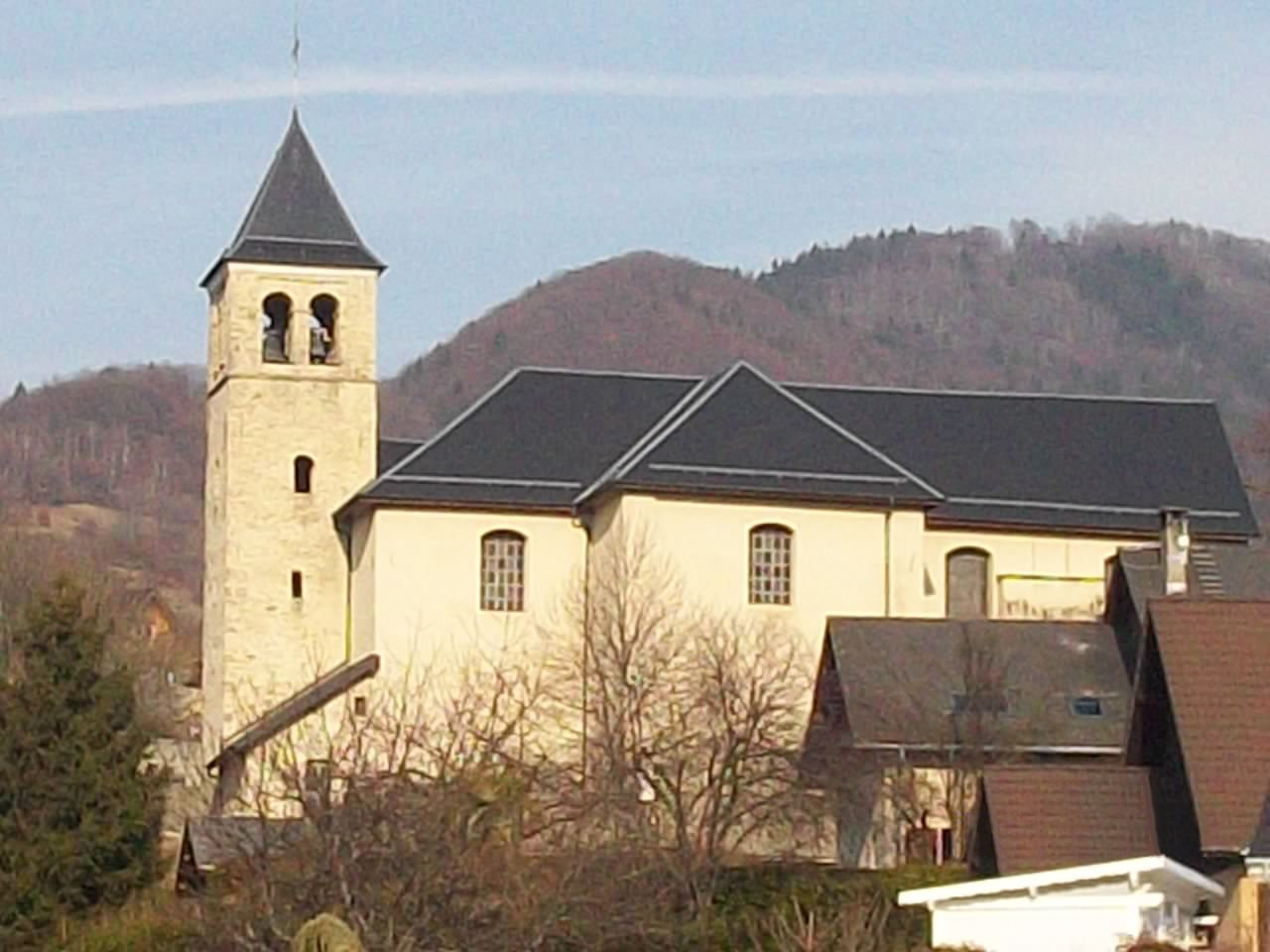
Église d'Aiton.

L'église est située près du château de Beauregard, à Aiton le haut. Elle a été construite en 1700, elle reçoit les trois autels provenant de l’ancienne église : le maitre-autel créé au XVIIe siècle, refait et consacrée en 1898 puis l’autel du Rosaire et enfin l’autel Saint Sébastien. Cette église conserve les ossements d’un célèbre prieur d’Aiton, le cardinal Jean de Ségovie.

## Politique et administration

### Tendances politiques et résultats
|                                   | 1er score | 1er score                                                | 2e score | 2e score                                           | Participation |
| Élections municipales de 2020     |           | 100 % pour Benjamin Canot (SE)                           |          |                                                    | 33,61 %       |
| Élections départementales de 2021 |           | 78,04 % pour Christiane Brunet et Olivier Thevenet (DVD) |          | 21,96 % pour Yann Del Rio et Laetitia Mimoun (PCF) | 34,99 %       |
| Élections régionales de 2021      |           | 54,46 % pour Laurent Wauquiez (UD)                       |          | 24,02 % pour Andréa Kotarac (RN)                   | 28,50 %       |
| Élections européennes de 2024     |           | 49,43 % pour Jordan Bardella (RN)                        |          | 10,38 % pour Raphaël Glucksmann (UG)               | 56,81 %       |
| Élections législatives de 2022    |           | 67,61 % pour Émilie Bonnivard (LR)                       |          | 32,39 % pour Nathalie Krawezynski (NUP)            | 41,58 %       |
| Élection présidentielle de 2022   |           | 63,13 % pour Marine Le Pen (RN)                          |          | 36,87 % pour Emmanuel Macron (LREM)                | 77,75 %       |

### Liste des maires
| Période                                  | Période  | Identité         | Étiquette | Qualité                                              |
| ---------------------------------------- | -------- | ---------------- | --------- | ---------------------------------------------------- |
| Les données manquantes sont à compléter. |          |                  |           |                                                      |
| 1860                                     | 1874     | Pierre Berthet   |           |                                                      |
| 1874                                     | 1881     | Belleville       |           |                                                      |
| 1881                                     | 1888     | Antoine Fusier   |           |                                                      |
| 1888                                     | 1892     | Augustin Berger  |           |                                                      |
| 1892                                     | 1896     | Jean Prieur      |           |                                                      |
| 1896                                     | 1898     | Augustin Berger  |           |                                                      |
| 1898                                     | 1900     | Jacques Velletaz |           |                                                      |
| 1900                                     | 1904     | Florentin Berger |           |                                                      |
| 1904                                     | 1908     | ??               |           |                                                      |
| 1908                                     | 1912     | Louis Guidet     |           |                                                      |
| 1912                                     | 1919     | Michel Cucuat    |           |                                                      |
| 1919                                     | 1925     | Calixte Bovet    |           |                                                      |
| 1925                                     | 1932     | Émile Mouchet    |           |                                                      |
| 1932                                     | 1936     | Louis Gaudin     |           |                                                      |
| 1936                                     | 1944     | Jean Rattaire    |           |                                                      |
| 1944                                     | 1949     | Louis Gaudin     |           |                                                      |
| 1949                                     | 1965     | Louis Velletaz   |           |                                                      |
| 1965                                     | 1983     | Roger Puys       |           |                                                      |
| 1983                                     | 2001     | André Reymond    |           |                                                      |
| mars 2001                                | 2020     | Claudine Daudin  | SE        |                                                      |
| mars 2020                                | 2023     | Benjamin Canot   |           |                                                      |
| novembre 2023                            | En cours | Nicolas Roche    |           | Enseignant en sciences et techniques médico-sociales |

## Population et société

### Démographie
L'évolution du nombre d'habitants est connue à travers les recensements de la population effectués dans la commune depuis 1793. Pour les communes de moins de 10 000 habitants, une enquête de recensement portant sur toute la population est réalisée tous les cinq ans, les populations de référence des années intermédiaires étant quant à elles estimées par interpolation ou extrapolation. Pour la commune, le premier recensement exhaustif entrant dans le cadre du nouveau dispositif a été réalisé en 2007.

En 2022, la commune comptait 1 811 habitants, en évolution de +7,41 % par rapport à 2016 (Savoie : +3,63 %, France hors Mayotte : +2,11 %).
| 1793 | 1800 | 1806 | 1822 | 1838  | 1848 | 1858 | 1861 | 1866 |
| ---- | ---- | ---- | ---- | ----- | ---- | ---- | ---- | ---- |
| 661  | 718  | 691  | 900  | 1 003 | 891  | 929  | 929  | 935  |

| 1872 | 1876  | 1881 | 1886 | 1891 | 1896 | 1901 | 1906 | 1911 |
| ---- | ----- | ---- | ---- | ---- | ---- | ---- | ---- | ---- |
| 960  | 1 192 | 970  | 922  | 862  | 858  | 808  | 779  | 737  |

| 1921 | 1926 | 1931 | 1936 | 1946 | 1954 | 1962 | 1968 | 1975 |
| ---- | ---- | ---- | ---- | ---- | ---- | ---- | ---- | ---- |
| 631  | 565  | 549  | 552  | 548  | 519  | 463  | 412  | 398  |

| 1982 | 1990 | 1999  | 2006  | 2007  | 2012  | 2017  | 2022  | - |
| ---- | ---- | ----- | ----- | ----- | ----- | ----- | ----- | - |
| 516  | 564  | 1 163 | 1 638 | 1 704 | 1 745 | 1 667 | 1 811 | - |

L’installation en 1992 du centre pénitentiaire explique l’accroissement important de la population entre les recensements de 1990 et 1999 et depuis cette date, les détenus étant domiciliés légalement sur la commune siège de leur prison.

### Activités
Sous la municipalité de monsieur Louis Velletaz (maire de 1949 à 1965). La première salle de réunion a été installée à Chambéry, qui servait d’école primaire en attente de locaux. Celle-ci fut démontée et remonté à Aiton par des bénévoles qui appartenaient à la société de boules ou de la chasse. La salle servait aussi pour les fêtes, les bals, les concours de belote, les séances récréatives, les banquets…
Deux courts de tennis sont construits pour les jeunes et adultes pour l’organisation des sports collectives. Le terrain de football qui a été aménagé par les militaires du fort d’Aiton est utilisé depuis 1988 pour l’équipe de rugby.
Pour les animaux, la plaine est un garde-manger l’hiver avec le maïs et parfois les pommes de terre.
La chasse est une activité très importante sur la commune et débute en septembre. La passion des chasseurs reste la chasse aux sangliers.
La pêche est aussi très pratiquée l’été à Aiton. Les pécheurs peuvent exercer leur passion dans l’Isère, l’Arc et la Bialle. Dans celles-ci, des canaux d’assainissement creusés par nos ancêtres sont bien entretenus pour offrir aux truites un moyen de prospérer. C’est sur une étendue de 10 kilomètres de cours d’eau que les pécheurs peuvent satisfaire leur passion en toute sérénité.

## Économie
Aiton accueille une gare de ferroutage, qui est le point de départ de l'autoroute ferroviaire alpine vers Orbassano (banlieue de Turin).

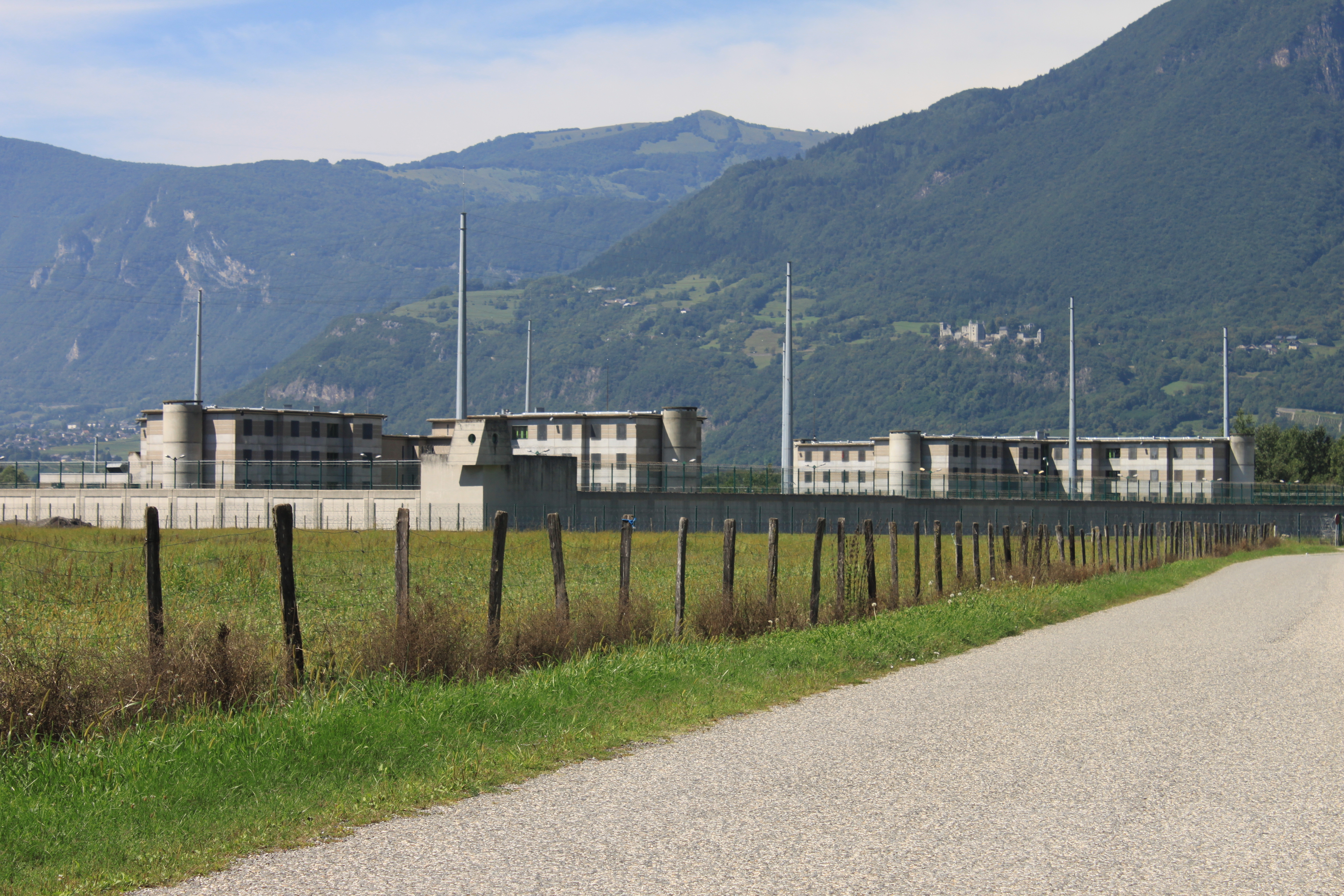
Centre pénitentiaire d'Aiton.

Aiton accueille aussi le centre pénitentiaire d'Aiton, établissement à « gestion déléguée », ouvert le 15 juillet 1992. Il comprend un quartier « maison d'arrêt » et un quartier « centre de détention ». N'y sont détenus que des hommes majeurs. Un centre pénitentiaire est un établissement qui comprend au moins deux quartiers à régimes de détention différents (maison d’arrêt, centre de détention et/ou maison centrale).

### Tourisme
En 2014, la capacité d'accueil de la commune, estimée par l'organisme Savoie Mont Blanc, est de 139 lits touristiques répartis dans 28 structures, dont 3 meublés.

### L'agriculture
La commune d’Aiton a toujours eu une vocation agricole, sa culture principale était la vigne. Ses vins sont renommés mais la surface des vignes a diminué après la crise du phylloxera. Les châtaignes et les noix étaient récoltées et vendues aux foires d’Aiguebelle et d’Albertville.
Actuellement l’agriculture n’est plus qu’une survivance, il reste trois agriculteurs à temps plein, les autres travaillent à l’usine de la Pouille. Maintenant la principale récolte est le maïs, d’autres céréales sont cultivées à un degré moindre et une seule ferme continue à tirer son principal revenu des vaches laitières. L’élevage du mouton a été repris par une personne. En 2009, l'agriculture a une part de 18,7 % sur la commune, ce qui reste une forte importance de terre agricole.

## Culture locale et patrimoine

### Lieux et monuments
- Le prieuré de Saint-Augustin[31], du XIe siècle ou XIIe siècle, supprimé en 1458, à l'emplacement duquel fut construit le palais des évêques de Maurienne, lui-même détruit à la Révolution et remplacé par le fort d'Aiton bâti entre 1875 et 1880.
- La maison forte de Beauregard[32] ; elle fut la possession de la famille de La Chambre.

### Personnalités liées à la commune
- François-Hyacinthe de Valpergue de Masin, évêque de Saint-Jean-de-Maurienne (1656-1736) fait construire un château en 1694.
- Juan de Segovia (1393-1458), cardinal et théologien espagnol, prieur, mort à Aiton.

### Filmographie
Fort Aiton, 1972